# أمبيورط
الأمبيورط (الاسم العلمي:†Ambiortus) هو جنس منقرض من الزواحف يتبع فصيلة الأمبيورطات من طيريات الذيل.